# Адмірал Колчак (бронепоїзд)

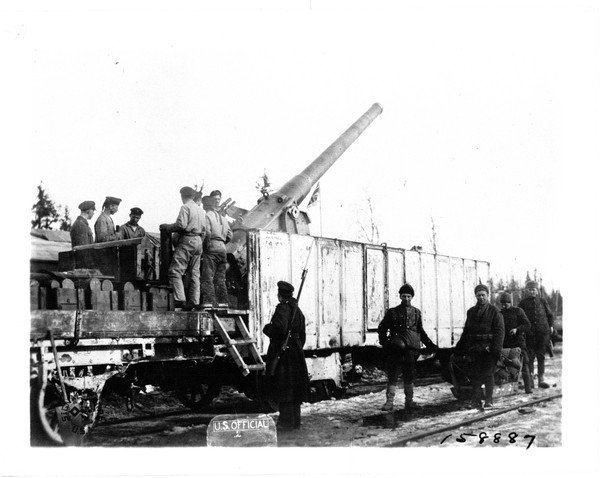
Редагування Адмірал Колчак

Бронепотяг «Адмірал Колчак» — легкий бронепотяг Північної армії Міллера (Північного фронту). Побудований у 1919 році. Команда складалась із морських офіцерів. 19 лютого 1920 року під час боїв біля станції Холмогірська захоплений більшовиками. Командир — капітан 1-го рангу Олюнін.

## Історія створення
До початку 1919 року становища на Півночі Росії для Білих армій було несприятливим. Не дивлячись на збільшення чисельного складу військ, потрібно було створювали бронепотяги, що здатні ефективно підтримувати наступ. У квітні 1919 року морськими офіцерами було створено один із таких — «Адмірал Колчак».
23 листопада 1919 року командиром даного потягу, замість В. Н. Лушкова, який пішов пішов у відставку через хворобу, було назначено капітана 2 рангу Мохова (М. М. Струйський), але він також виявився хворим, тому не став командиром.

## Бойове застосування
Бронепотяг застосовувався частинами Північної армії в ході бойових дій, що відбувались недалеко від залізниці Москва — Архангельськ в 1919 — початку 1920 року. 19 лютого 1920 року під час бою біля станції Холмогірська його було захоплено більшовиками та розібрано.